# S1G (原子炉)
S1G（S1G Submarine Intermediate Reactor Mark A: SIR Mk A、潜水艦推進炉（中速炉）:11は、アメリカ海軍の原子力艦艇向け発電・推進用原子炉である。
型式名の S1G は以下のような意味である。
- S = 潜水艦用
- 1 = 設計担当メーカにおける炉心設計の世代
- G = 設計担当メーカ（ゼネラル・エレクトリック）

海軍艦艇の原子力推進を草創期からリードしたハイマン・G・リッコーヴァーは、潜水艦用原子炉の開発を開始するにあたり、当時のアメリカにおける2大重電メーカーであるウェスティングハウス（WH）とゼネラル・エレクトリック（GE）に炉型の提案を依頼した。依頼にあたっては2つの条件をリッコーヴァーは提示し、(1)潜水艦の艦内に搭載し得るように小型に収めること(2)冷戦下におけるソ連との軍拡競争を前提に早期に実現可能であること、の2点を要求した:24/38。アメリカにおける原子力開発への参画でも先行し、ウィスコンシン大学のファリントン・ダニエルズの提唱で1946年からオークリッジ研究所で始まっていた発電用原子炉（ベリリウム減速・ヘリウムガス冷却炉）の研究（ダニエルズ・パイルと呼ばれた）に海軍とともに参画して原子炉に関する知見を蓄積し:22/38、ダニエルズ・パイルの中断後は、オークリッジ国立研究所での軽水を冷却材・減速材とする熱中性子炉（後の加圧水型炉）の研究に参画していたWHは加圧水型炉を提案・推進した:24/38。それに対し、アメリカにおける原子力開発では後発であり、マンハッタン計画に周辺的な役割で参画していたに過ぎなかったGEは:5、1946年5月にアメリカ海軍向けの艦艇用原子炉の開発を行うノルズ原子力研究所の運営契約を獲得したのを機に:5、将来の発電炉として本命と考えられていた高速増殖炉の概念を基礎としつつ、リッコーヴァーの要求した早期実現性に応えるため、問題の山積していた高速中性子による高速炉よりも取り扱いの容易な中速中性子を用い、冷却材には液体金属ナトリウムを採用することによってコンパクトさを実現することをそれぞれ目論んだ、高速増殖炉の変形ともいえる中速中性子炉の提案を推進する方針を固め:25/38、1946年6月には開発計画を提出した（この時点で中速中性子炉は潜水艦用に限定されておらず、水上艦用動力への応用も考えられていた）:5。WH、GEいずれの案も一長一短あり、リッコーヴァーを完全に満足させるものではなかったが、すくなくともWHの加圧水型炉の問題点である高圧には技術的対処が短期的に期待できたのに対し、液体金属ナトリウムの問題は物質そのものの本来の性質に由来しており、短期に解決し得る問題ではなかった:25/38。しかし、潜水艦用に限らず原子炉それ自体が未知の技術的挑戦であり、その主要な構成要素である、核燃料・減速材・冷却材の組み合わせの選択自体が大きな課題であったことを踏まえて:23/38、並行して異なる方式を探求し、WHの加圧水型炉（STR〈潜水艦熱炉〉）が失敗した場合の保険とするために、SIRも開発が進められた。
この原子炉は、原潜シーウルフに搭載する原子炉のプロトタイプとして意図され、濃縮度90%の二酸化ウランを燃料とし、減速材としてベリリウム、冷却材として液体金属ナトリウムを用いる液体金属冷却炉であり、中速中性子により核分裂連鎖反応を維持することからSubmarine Intermediate Reactor Mark A（SIR Mk A）と呼ばれた。冷却材として加圧水型炉における水の代わりに使用する液体金属ナトリウムの除熱能は水よりも高く（1気圧下でナトリウムは、沸点883度、融点97.8度）:79、高温で使用できることから過熱蒸気を蒸気タービンに供給することにより、熱効率が改善され、同じサイズの加圧水型炉より高い軸出力が得られるだけでなく、加圧水型炉のような高圧を必要としないことから圧力容器も小型軽量化ができること:79などが期待されていた。冷却材のナトリウムは電磁ポンプによって循環され、電圧変動により流量を調整するようになっていた。過熱器配管を含む蒸気発生器内を通る一次冷却材配管は、一次冷却材のナトリウムと蒸気発生器内の水との接触を防ぐために二重管となっており、ナトリウムが循環する二重管の内管と水と接触する外管との間のスペースには熱伝導用の媒体と水とナトリウムの間の障壁の2つの目的でカリウムナトリウム合金が充填されていた。しかし、液体金属ナトリウムによる金属冷却原子炉には、冷却材の根本的な化学的性質に由来する、水と反応して爆発発火する問題があることが当初から意識されていた:25/38。
S1Gは試験と訓練に用いられたが、短い運用機関の間、蒸気発生器内でのナトリウム漏れに悩まされ、最終的には火災を起こしたことにより停止された。これにより、ノーチラス用に開発されたS1WおよびS2Wのような加圧水型炉の方が信頼性に優れることが明らかになった。S1Gの原子炉設備とホートンスフィア（球形圧力容器）は駆逐艦向け原型炉のD1Gに再利用された。